# Кал (Храстник)
Кал (словен. Kal) је насељено место у општини Храстник, Засавска регија, Словенија.

## Историја
До територијалне реорганизације у Словенији био је у саставу старе општине Храстник.

## Становништво
У попису становништва из 2011. године, Кал је имао 45 становника.
| Број становника према пописима | Број становника према пописима | Број становника према пописима |
| ------------------------------ | ------------------------------ | ------------------------------ |
| 1991                           | 2002                           | 2011                           |
| 42                             | 41                             | 45                             |

Напомена: Године 1952. настала спајањем насеља Сподњи Кал и Згорњи Кал која су укинута.